# Scutachne amphistemon
Scutachne amphistemon är en gräsart som först beskrevs av Charles Wright, och fick sitt nu gällande namn av Albert Spear Hitchcock och Mary Agnes Chase. Scutachne amphistemon ingår i släktet Scutachne och familjen gräs. Inga underarter finns listade i Catalogue of Life.